# Freddy Hidalgo Núñez
Lorenzo Wilfredo (Freddy) Hidalgo Núñez (n. Sánchez Ramírez, 5 de septiembre de 1958) es un político y médico dominicano. Fue ministro de Salud y Asistencia Social de la República Dominicana durante el primer gobierno de Danilo Medina. Actualmente se encuentra bajo sospecha de corrupción presuntamente cometida en su gestión de 2012-2014.

## Biografía
En el medio político es conocido como Freddy. Desde 2012-2014, fungió como ministro de Salud y Asistencia Social de la República Dominiana. Durante su tiempo en el ministerio, emprendió un programa ambicioso de remodelación de hospitales alcanzando unos 50.
Su gestión al frente del ministerio, coincidió con la escogencia de su país para representarlo como presidente del 53.er Consejo Directivo de la Organización Panamericana de la Salud (OPS).
En 2014, luego de que se reportara la muerte de once infantes atendidos en un fin de semana en el hospital Robert Reid Cabral, el entonces presidente Danilo Medina cesó a Hidalgo de su cargo de ministro.
Freddy es egresado de Medicina en la Universidad Autónoma de Santo Domingo (UASD), promoción 1985; además realizó su especialización en el Hospital "Presidente Estrella Ureña" de Santiago, sustentada por la Pontificia Universidad Católica Madre y Maestra (Pucmm).

## Alegaciones de corrupción y arresto
En noviembre de 2020, el Ministerio Público hizo un allanamiento de madrugada en su casa aprensando a Hidalgo por presuntamente formar parte de una presunta red de corrupción alrededor de Juan Alexis Medina Sánchez, hermano del expresidente Danilo Medina. Este arresto fue parte de la denominada "Operación Antipulpo" que arrestó a 10 exfuncionarios, dos de estos hermanos del anterior presidente, siendo Magalys Sánchez Medina una de ellos.